# Paltiel

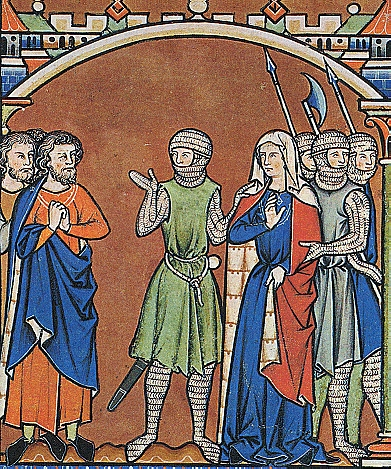
Ilustração de Mical sendo tirada de Paltiel

Paltiel, também chamado de Palti, era filho de Laís, proveniente de Galim, e viveu por volta do ano 1 000 a.C.
Durante o exílio de Davi, Saul, rei de Israel, deu sua filha Mical, esposa de Davi, em casamento a Paltiel, ainda que não houvesse se divorciado de Davi. Quando Saul morreu e Davi disputava o trono de Israel, este exigiu de Abner, comandante do exército de Saul, a restituição de Mical. Isbosete, filho de Saul, mandou que Mical fosse devolvida a Davi, e Paltiel demonstrou aflição com a perda de sua esposa.